# 法輪寺 (京都市上京区)
法輪寺（ほうりんじ）は、京都市上京区にある臨済宗妙心寺派の寺院。山号は大宝山。本尊は釈迦如来。通称の「だるま寺」の名で親しまれている。紙屋川のすぐ東に立地している。

## 歴史
享保3年（1718年）に両替商・伊勢屋の主人である荒木光品宗禎が新たな寺院を建てようと思い立ち、大愚宗築禅師を勧請開山とし、万海慈源和尚を事実上の開山として整備を始め、9年の歳月を要して享保12年（1727年）に三蔵院法輪禅寺として創建された。開基の荒木氏は両替商であり、武家の開基になる寺院の多い妙心寺派にあっては異色の禅刹である。
爾来260年、三度の大火に遭い寺運もまた盛衰があった。しかし近代にいたり、1933年（昭和8年）に第10代・後藤伊山和尚を迎えるや、檀信徒の帰崇を一身に集めて大書院が建立されている。伊山和尚は37歳の時に名著『白隠和尚全集』を刊行している。
太平洋戦争の敗戦後すぐの1945年（昭和20年）に「起き上がり達磨堂」を建立した。それ以来当寺は「だるま寺」の通称を持って知られている。

## 境内
- 方丈 - 本堂。享保3年（1718年）建立。単層入母屋、瓦葺。3年かけて初めて解体修理を行い、1983年（昭和58年）4月に完成している。
- 南庭「無尽庭」 - 枯山水庭園。1978年（昭和53年）作庭。
- 東庭「十牛の庭」 - 禅の悟りの段階を示している。
- 十三重石塔
- 衆聖堂 - 1階には十六羅漢像などがある。2階には仏涅槃像などとともにキネマ殿があり、阪東妻三郎、田中絹代、市川雷蔵、石原裕次郎、美空ひばり等の位牌が並べられている。他にも英霊殿があり、南太平洋方面の戦没者の位牌が置かれている。衆聖堂は山田無文老師の命名である[2]。
- 大書院 - 1933年（昭和8年）建立。
- 庫裏
- 達磨堂 - 正式には「起き上がり達磨堂」と呼ばれる。1945年（昭和20年）、日本が太平洋戦争に敗北したその年に10世・後藤伊山和尚によって日本の戦後復興を祈念して建立された。三国一を称する起き上がり達磨をはじめ、諸願成就に奉納された達磨およそ8,000体余を祀る。節分は多くの参詣者で賑わう。
- 達磨像 - 境内にいくつかある。
- 鐘楼

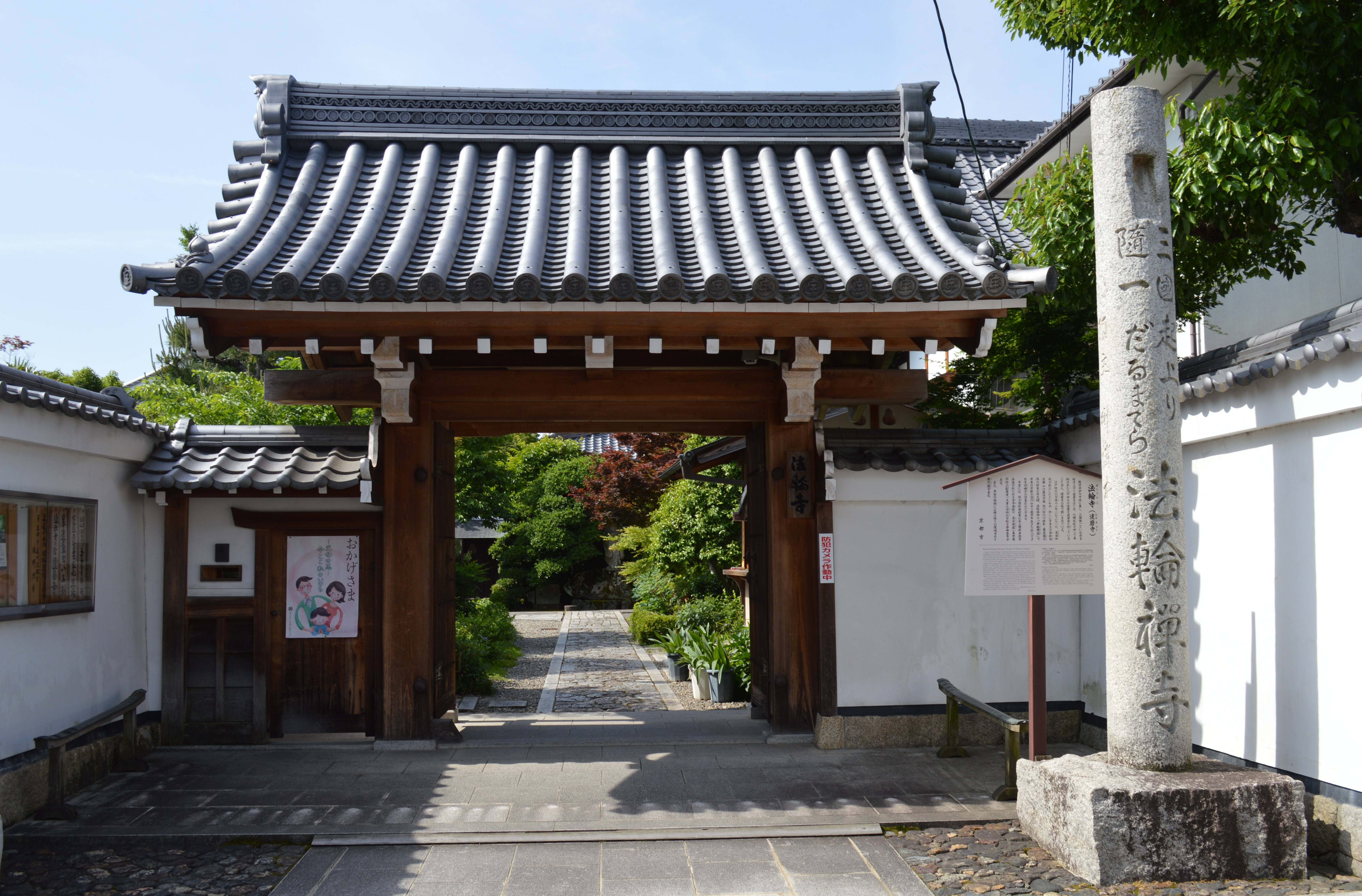
山門
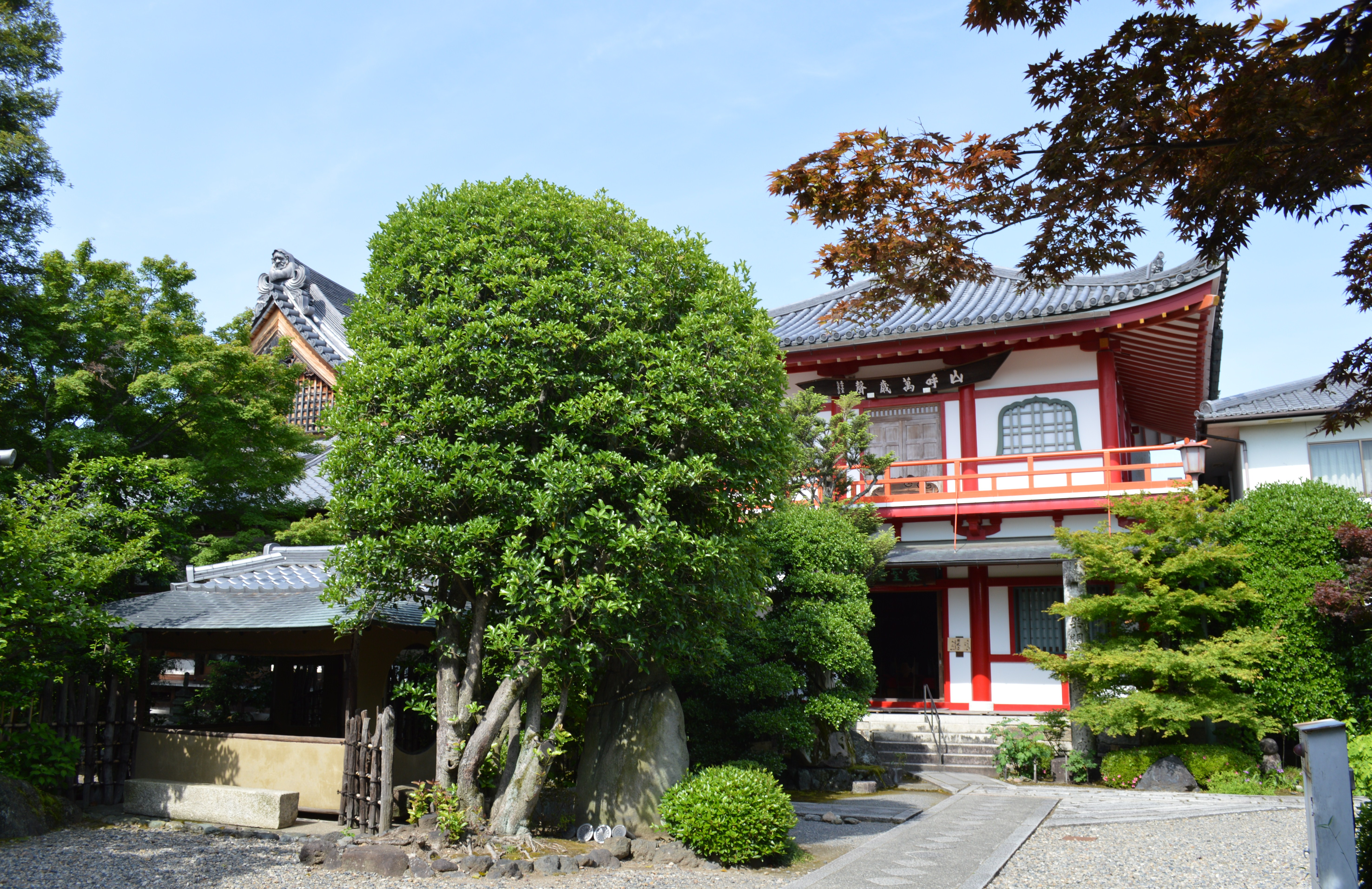
衆聖堂
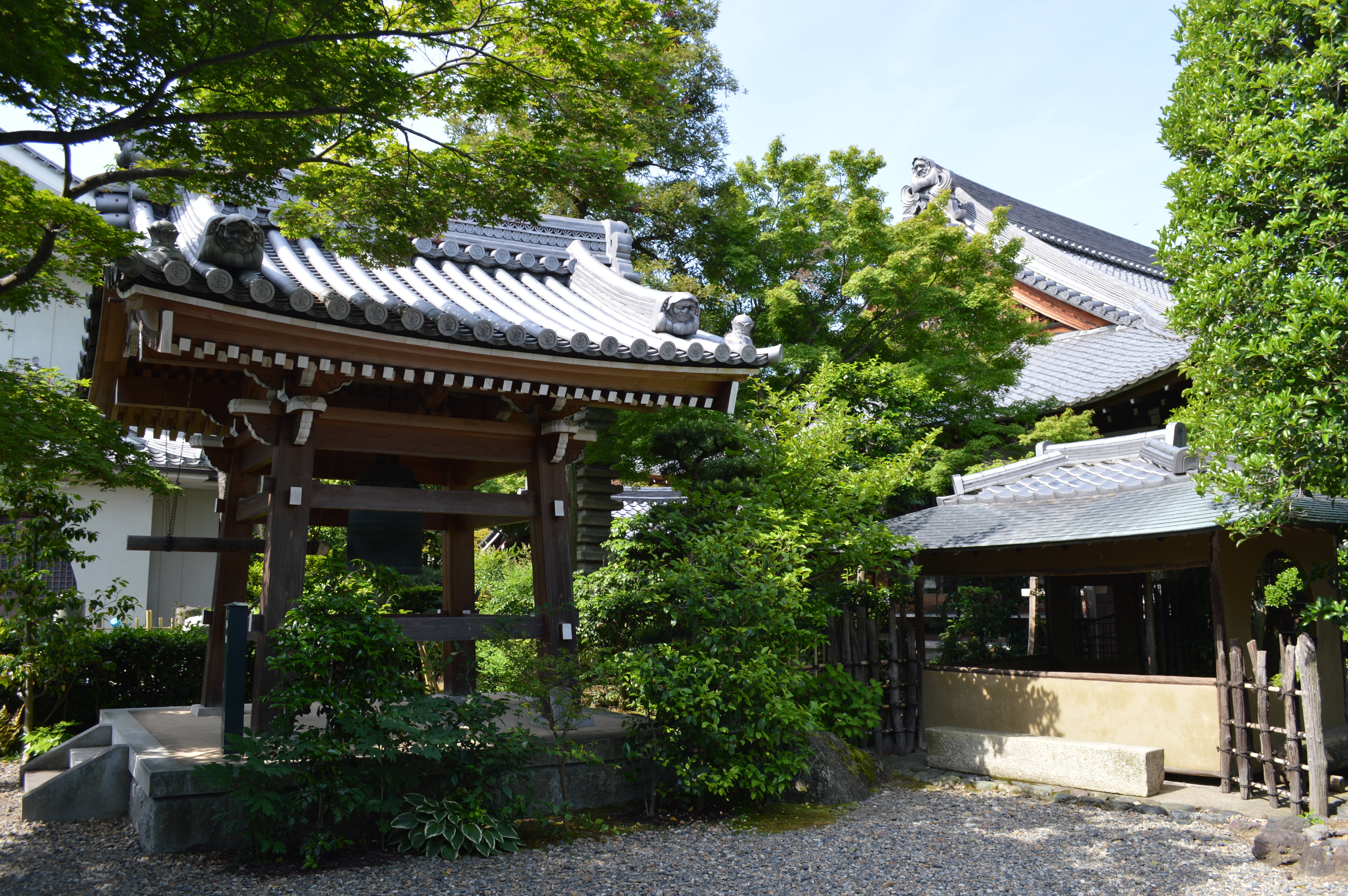
鐘楼
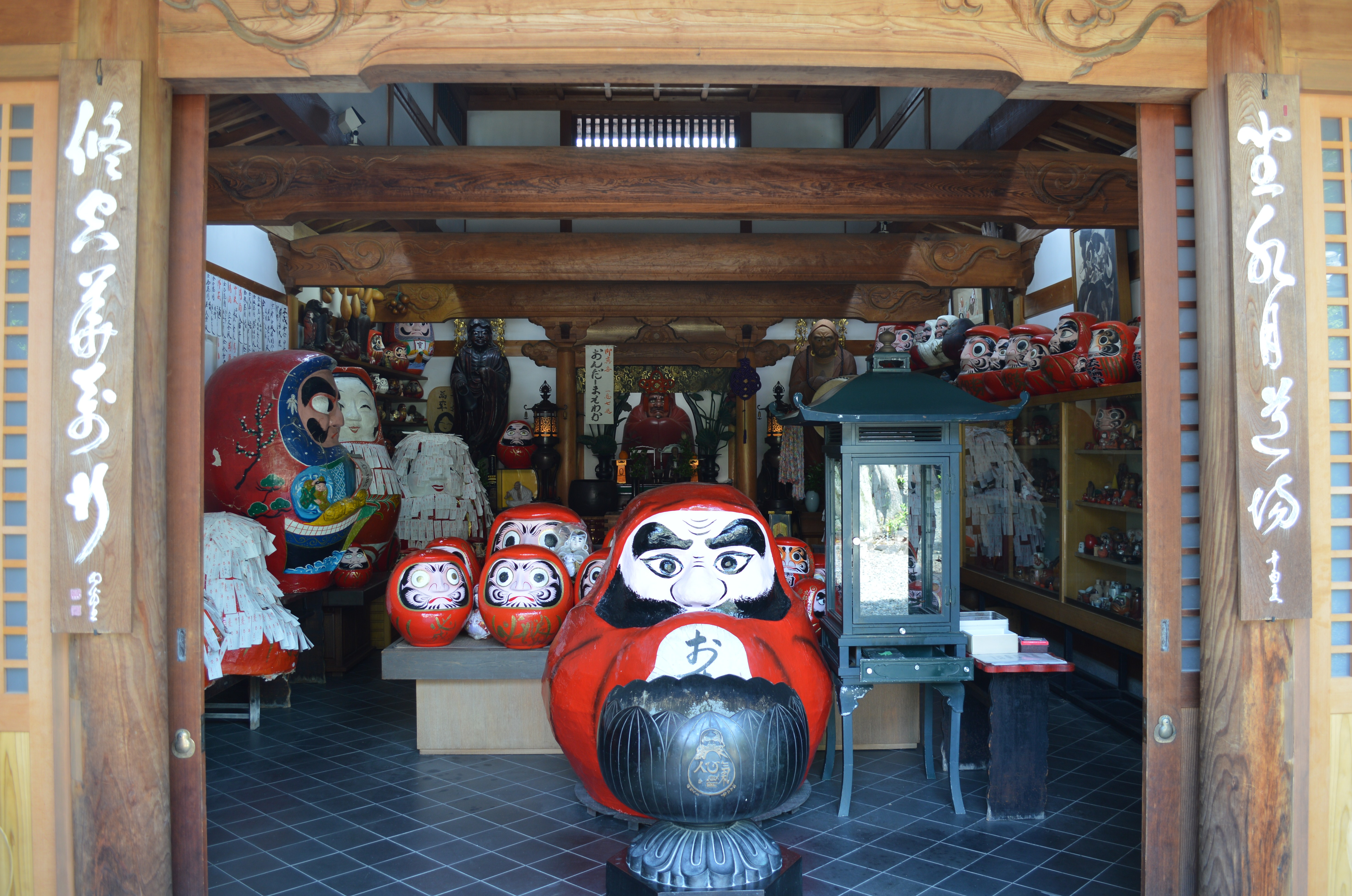
達磨堂
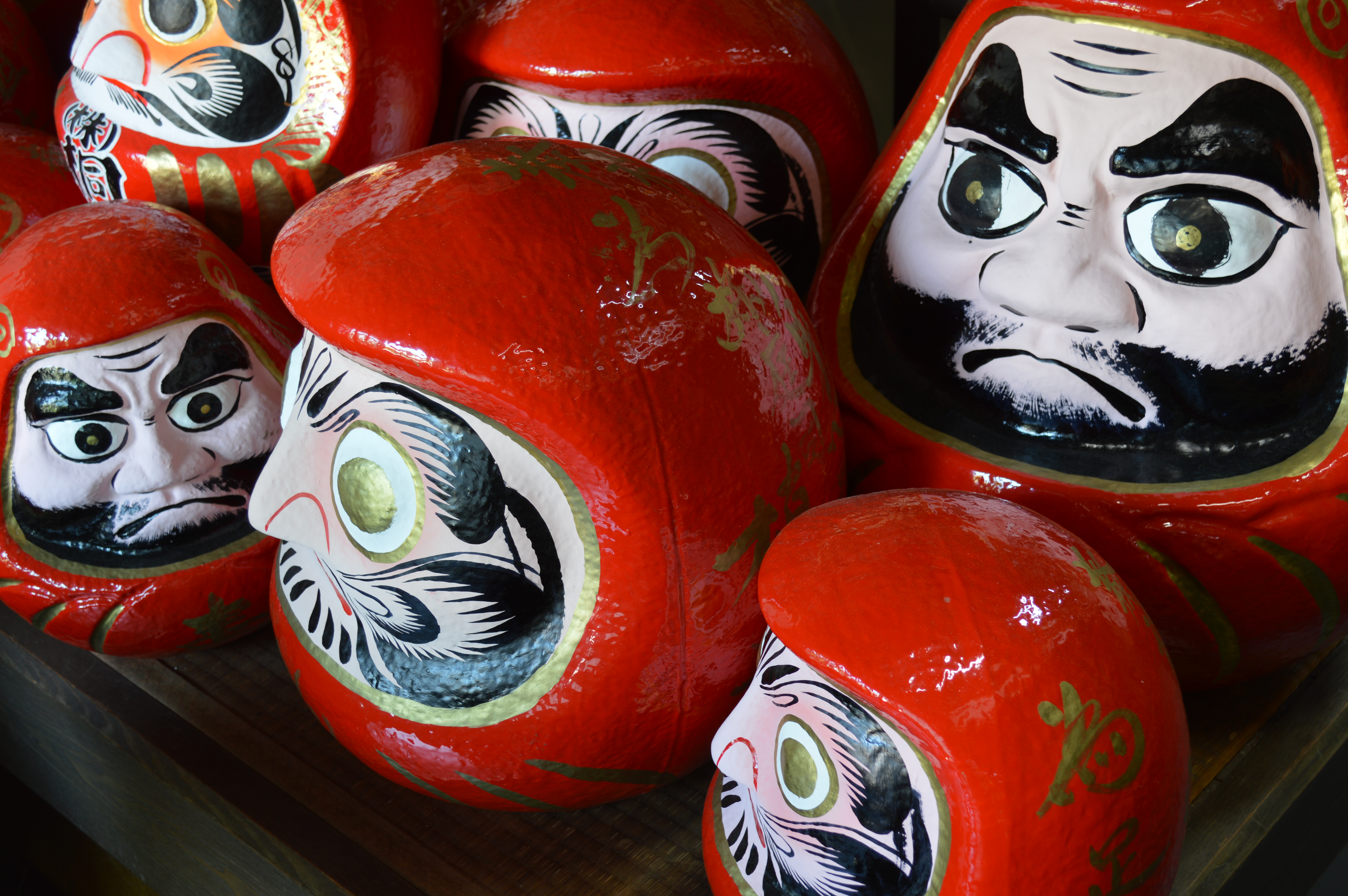
達磨堂
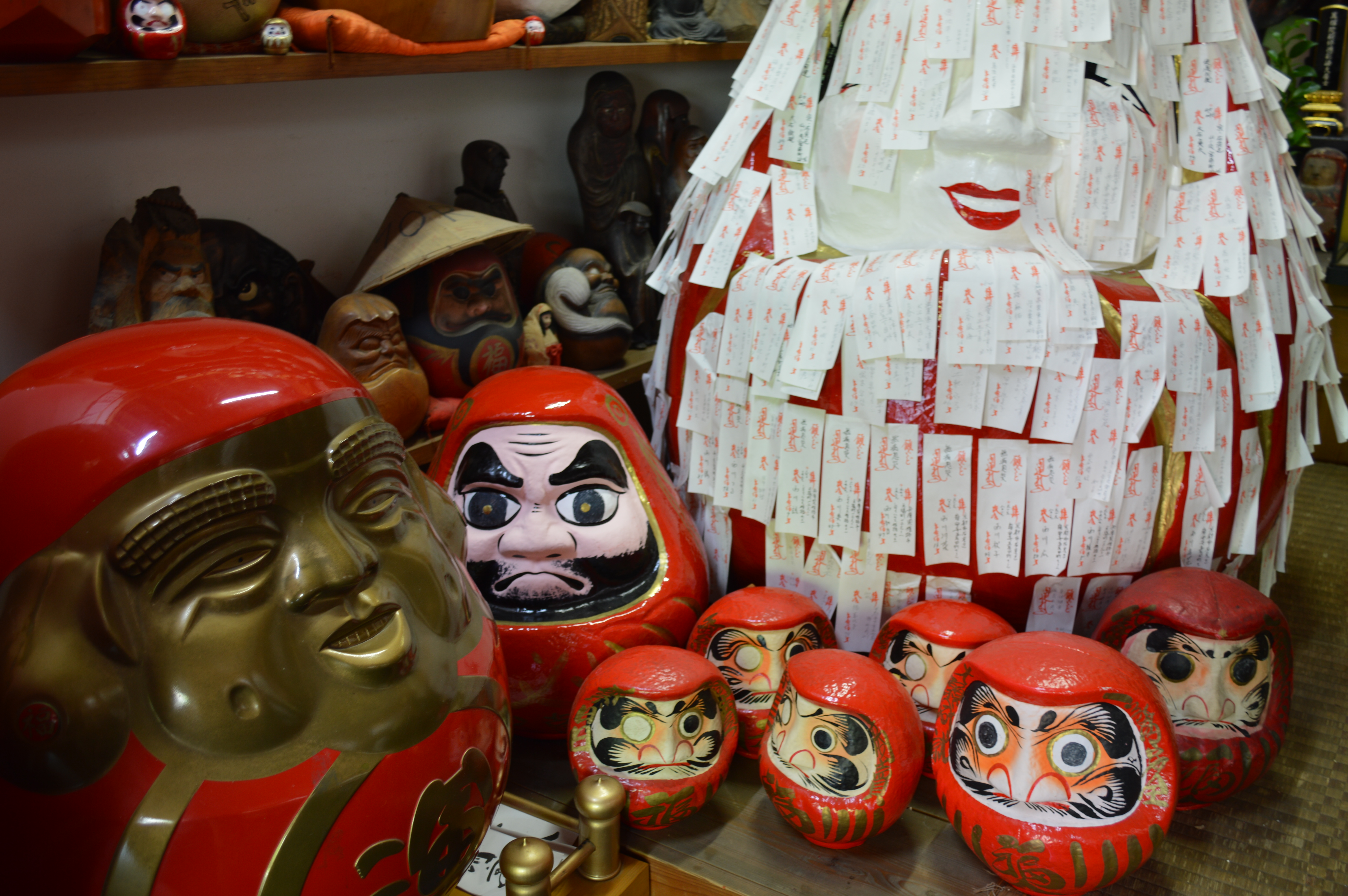
達磨堂

- 山門
- 衆聖堂
- 鐘楼
- 達磨堂
- 達磨堂
- 達磨堂

## 前後の札所
通称寺の会（だるま寺）

## アクセス
- JR西日本山陰本線 円町駅下車 徒歩5分
- 阪急電車京都線 西院駅下車 徒歩15分
- 京都市バス他、西ノ京円町バス停下車 徒歩5分